# Liure (kommun)
Liure är en kommun i Honduras.   Den ligger i departementet El Paraíso, i den södra delen av landet, 70 km söder om huvudstaden Tegucigalpa. Antalet invånare är 9 707.